# Finale della Coppa delle Coppe 1975-1976
La finale della 16ª edizione della Coppa delle Coppe UEFA è stata disputata il 5 maggio 1976 all'Heysel di Bruxelles tra West Ham Utd e Anderlecht. All'incontro hanno assistito circa 52 000 spettatori. La partita, arbitrata dal francese Robert Wurtz, ha visto la vittoria per 4-2 del club belga.

## Il cammino verso la finale
Il West Ham Utd di John Lyall esordì contro i finlandesi del Reipas Lahti battendoli col risultato complessivo di 5-2. Agli ottavi di finale i sovietici dell'Ararat persero a Londra 3-1 dopo aver impattato per 1-1 a Erevan. Ai quarti gli Hammers affrontarono gli olandesi dell'ADO Den Haag, superando il turno solo grazie alla regola dei gol fuori casa, in virtù della sconfitta esterna per 4-2 e della vittoria interna per 3-1. In semifinale i tedeschi occidentali dell'Eintracht Francoforte furono battuti 3-1 nel retour match, dopo che si erano imposti in Germania Ovest per 2-1.

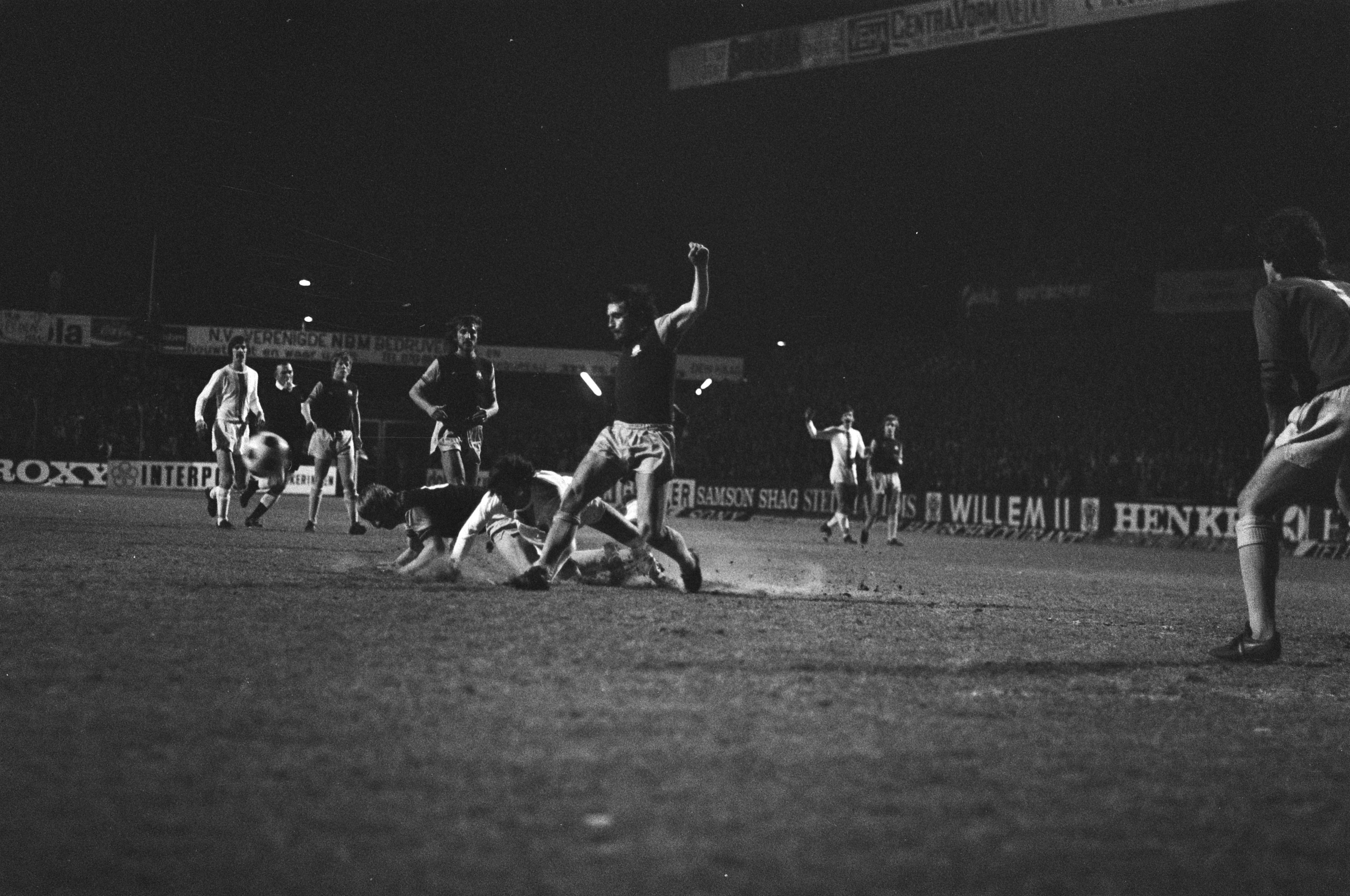
Un'azione di gioco tra Den Haag e West Ham ai quarti di finale

L'Anderlecht di Hans Croon iniziò il cammino europeo contro i rumeni del Rapid Bucarest perdendo in trasferta 1-0 e vincendo 2-0 all'Émile Versé. Agli ottavi gli jugoslavi del Borac Banja Luka persero in Belgio 3-0 e la vittoria per 1-0 nel retour match fu inutile. Ai quarti di finale i Paars-wit affrontarono i gallesi del Wrexham, vincendo in casa 1-0 e pareggiando 1-1 al Racecourse Ground. In semifinale i tedeschi orientali dello Zwickau furono sconfitti sia all'andata che al ritorno, rispettivamente coi risultati di 3-0 e 2-0.

## La partita
A Bruxelles va in scena la finale tra il West Ham, già campione nel 1965, e l'Anderlecht, alla prima finale ma da padrone di casa. Nonostante il pubblico sia composto per lo più da tifosi Anderlechtois, è il West Ham a passare in vantaggio con Holland intorno alla mezz'ora. Sul finire di primo tempo Rob Rensenbrink pareggia i conti sfruttando una clamorosa disattenzione della difesa degli Hammers. A inizio ripresa François Van der Elst porta i belgi sul 2-1, ma dopo venti minuti il risultato cambia in 2-2 grazie alla rete di Robson. La partita è spettacolare, con entrambe le compagini votate all'attacco, e al 73' Rensenbrink trasforma un rigore generoso concesso dall'arbitro Wurtz. I londinesi si riversano in attacco alla ricerca del disperato pareggio e Van der Elst chiude i conti con la rete del definitivo 4-2 a due minuti dal triplice fischio.

## Tabellino
| Arbitro: | Robert Wurtz |

|                        |           |                                                   |
| Holland 28’ Robson 68’ | Marcatori | 42’, 73’ (rig.) Rensenbrink 48’, 88’ Van der Elst |

| West Ham | Anderlecht |

|               |    |                 |  |     |
|               |    |                 |  |     |
| P             | 1  | Mervyn Day      |  |     |
| D             | 2  | Keith Coleman   |  |     |
| D             | 3  | Frank Lampard   |  | 47’ |
| D             | 4  | Billy Bonds     |  |     |
| D             | 5  | Tommy Taylor    |  |     |
| C             | 6  | John McDowell   |  |     |
| C             | 7  | Pat Holland     |  |     |
| C             | 8  | Graham Paddon   |  |     |
| A             | 9  | Billy Jennings  |  |     |
| C             | 10 | Trevor Brooking |  |     |
| A             | 11 | Keith Robson    |  |     |
| Sostituzioni: |    |                 |  |     |
| A             | 12 | Alan Taylor     |  | 47’ |
| Allenatore:   |    |                 |  |     |
| John Lyall    |    |                 |  |     |

|               |    |                       |  |     |
|               |    |                       |  |     |
| P             | 1  | Jan Ruiter            |  |     |
| D             | 2  | Michel Lomme          |  |     |
| D             | 3  | Hugo Broos            |  |     |
| D             | 4  | Gilbert Van Binst     |  |     |
| D             | 5  | Jean Thissen          |  |     |
| C             | 6  | Jean Dockx            |  |     |
| C             | 7  | Ludo Coeck            |  | 32’ |
| C             | 8  | François Van der Elst |  |     |
| A             | 9  | Peter Ressel          |  |     |
| C             | 10 | Arie Haan             |  |     |
| A             | 11 | Rob Rensenbrink       |  |     |
| Sostituzioni: |    |                       |  |     |
| C             | 12 | Franky Vercauteren    |  | 32’ |
| Allenatore:   |    |                       |  |     |
| Hans Croon    |    |                       |  |     |